# Mördarbi

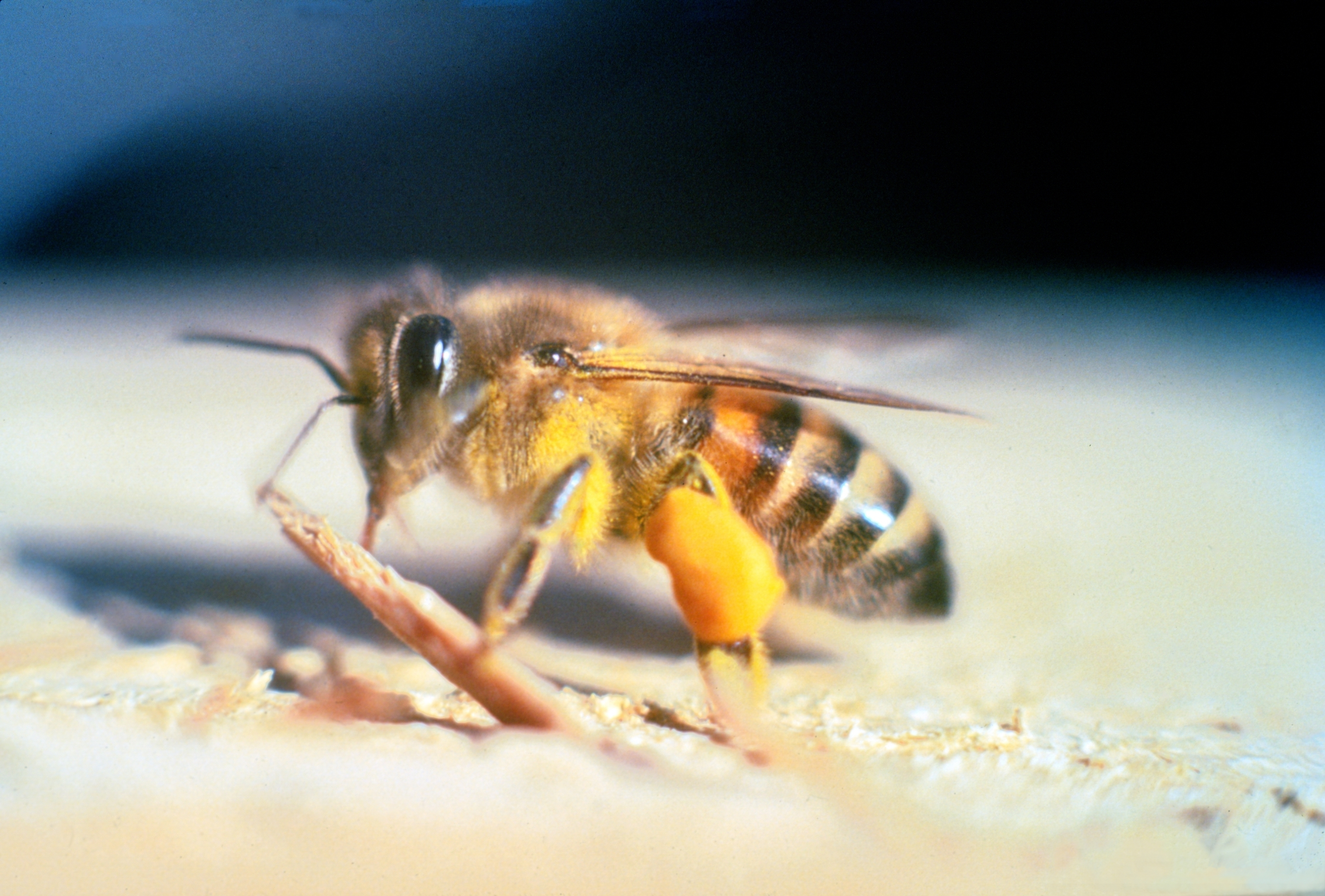
Ett afrikaniserat honungsbi, även kallat mördarbi.

Mördarbi eller brasilianskt bi, är en variant av honungsbi som är en korsning mellan afrikanska och brasilianska bin. Mördarbin är extremt aggressiva, därav namnet "mördarbin". De kallas även afrikaniserade bin.
År 1957 råkade några afrikanska bin fly från ett brasilianskt forskningsprojekt som gick ut på att öka landets honungsproduktion. De afrikanska bina parade sig med lokala honungsbin, och hybridarten spred sig snabbt. Den nya bikorsningen avancerade norrut med en hastighet på cirka 30 mil per år. I dess väg genom Syd- och Centralamerika har uppemot 1000 personer blivit stuckna till döds.
I USA upptäcktes det första mördarbiet 1985 i Kalifornien. År 1990 spred de sig till Texas från Mexiko. 1994 gjorde man en undersökning av bin i Arizona och upptäckte då att 15% av bina var mördarbin, några år senare (1997) så hade procenthalten ökat upp till 90%.

## Historia
I oktober 1990 fångade myndigheter in en svärm av mördarbin nära Hidalgo, Texas. Bina tog sig vidare till New Mexico och Arizona 1993 och året därpå även till Kalifornien. Det första dödsfallet hänfört till attack av mördarbin skedde i juli 1993, då över 40 stick dödade en man som försökt göra sig av med en svärm på sin egendom.

## Utseende
Mördarbin är cirka 18 millimeter långa. Bina är snarlika det europeiska honungsbiet och det krävs expertkunskap för att särskilja dem.

## Attacker
Bina kan reagera även utan att ha blivit störda. De kan reagera på saker som blanka smycken, mörka kläder och speciella ljud.
När en person blir stucken kan biets gift ge upphov till en allergisk reaktion, anafylaktisk chock, som kan medföra blodtrycksfall.
Vid attack går det att undkomma genom att snabbt fly då mördarbinas flygförmåga är begränsad. Att vänta på att bina lugnar sig är en mindre god taktik då deras aggression kan finnas kvar i upp till 24 timmar.